# Коефициент на амплитудата
Коефициентът на амплитудата представлява отношението на максималната стойност към ефективната (средноквадратичната) стойност на един променлив или пулсиращ сигнал. Синусоидалният сигнал има коефициент на амплитудата 1,41 (корен от 2).